# Orgue del Convent de Nostra Senyora de la Mercè
L'Orgue del Convent de Nostra Senyora de la Mercè està situat a l'església convent de Nostra Senyora de la Mercè, a la plaça de la Mercè de Palma.

## Història
L'any 1450 es va instal·lar un orgue al convent de Nostra Senyora de la Mercè, a la vora de l'altar major, amb un cost de 80 lliures.
Per altra banda, és sabut que el 1601 hi havia un orgue situat al cor, que fou renovat el 22 de setembre de 1699 per Jaume Caymari. Després d'inversions econòmiques per a l'ampliació de l'instrument musical durant l'any 1705, l'orgue fou interpretat assíduament pels Pares Sebastià Terrés i Cristòfol Avellà.
Així i tot, l'orgue actual no fou construït fins a l'any 1718, per l'orguener Josep Boscà. L'ornamentació fou creada de la mà de l'escultor Pere Joan Obrador dos anys després i, posteriorment, es va fer daurar, l'any 1802, i es va renovar la manxa el 1825.
Entre l'any 1762 i 1791 l'organista fou el Pare Bartomeu Terrassa, qui donà classes d'interpretació a l'orgue a Mateu de Montuïri i Gori Vanrell.
El seu successor fou Fra Rafel Tous i Massanet, qui ensenyava l'any 1814 a Joan Matas i Bauçà. El 1836 el rellevaria el solleric Damià Mayol.
Dia 2 d'octubre de 1897 s'inaugurà la renovació i ampliació de l'orgue, de Nicolau Rotger. L'octava curta de l'instrument restà suprimida i el teclat s'amplià, fins a un total de 54 tecles, afegint tres secrets: un a la Cadireta i dos a l'Orgue Major; també s'afegiren un joc de batalla i dos jocs romàntics de fusta. El timbre primigeni es va veure alterat, mitjançant un tall en els tubs que contribuí a apujar el to original de l'instrument.
A l'estiu de 1993 fou restaurat per Antonio Azpiazu i fill, sent inaugurat el 22 de setembre per l'organista de la Seu, Bartomeu Veny.
Actualment, l'orgue es troba sobre una capella lateral, ben conservat però amb l'afinació un to baixa.

## Secrets

### A l'Orgue Major
El secret consta de 48 canals, que segueixen l'ordre cromàtic, de C a c''', sense Cs (fet habitual a principis del s. XVIII a la Península Ibèrica).
Es creu segur que al segle xix foren afegits dos secrets: el primer, d'una nota a la mà esquerra, per a completar el Cs; el segòn, amplia l'agut fins al f''', mitjançant l'afegit de cinc notes.

#### Ordre de jocs a partir de la façana
Els jocs de Batalla, a la testa: a la mà esquerra, Baixó 4' i Trompeta 8'; Clarí 8' i Trompeta Magna 16', a la dreta.
A sobre el secret, el primer joc és el Flautat 8'; el segòn joc, la Quinzena 2'; el tercer, la Dotzena 2 2/3; el quart, l'Octava 4'; el cinquè joc és el Bordó 8', i el sisè, el Clarí 4', que és un afegit posterior, com es pot deduir per la disposició dels seus tubs per sobre dels més antics.
El segueix el setè, el joc de l'Ocarina o Tapadet 4', de so molt dolç descrit pels tubs de fusta.
El joc següent és el de la Flauta 8', amb tubs de fusta de talla estreta en elevada posició i amb funció de Gamba.
El novè joc ve determinat pel Lleno de quatre i cinc rengles, que ocupa dues corredores d'una tapa doble.
El desè joc és el de la Zímbala de tres rengles, que substitueix a una anterior Veu Celeste 8'. Així, la Zímbara i la anteriorment citada Flauta són afegits romàntics.
L'últim joc és el de la Corneta de tres rengles. A partir de Gs passa a ser de quatre rengles, i a sis a partir de cs'.

#### A la Cadireta
Igual que l'Orgue Major, el secret consta de 48 canals segons l'ordre cromàtic. Té un secretet afegit de sis notes (C a F) avall de l'Orgue Major.

##### Ordre de jocs a partir de la cara
El primer joc és el de l'Octava 4'; el segòn, el de Quinzena 2'; el tercer, la Corneta de tres rengles; el quart, el Violón; el cinquè, la Dotzena 2 2/3, seguit del joc del Tapadet 4'. L'últim, el Cromorn 8', que va de bº a una arca d'Ecos.

#### Al Pedal
Dos secrets diatònics, cadascun de sis notes: costat Cs i C, amb joc de sis. Set tubs d'aquests dotze són antics.

### Dades tècniques
Flautat, Octava, Dotzena, Quinzena i Plè constitueixen els tubs de Principal. De talla ampla, consten d'una harmonització romàntica, les dents l'allunyen de la sonoritat barroca.
Es creu probable que la disposició de Plè no sigui l'original, ja que el Plè 16' que se cita al manual no s'adona a l'instrument.
El joc de Batalla consta d'una harmonització molt desigual.
Basant-se en aquests darrers fets, els musicòlegs actuals consideren desacertada la darrera restauració.